# Толстоклювый длиннохвостый голубь
Толстоклювый длиннохвостый голубь (лат. Reinwardtoena crassirostris) — вид птиц из семейства голубиных. Подвидов не выделяют.

## Название
Видовое название в переводе с латыни означает «толстоклювый».

## Распространение
Обитают на Соломоновых островах.

## Описание
Длина тела 40—41 см. Голова и гребень бледно-пурпурно-серые. Горло белое, стороны шеи и грудка голубовато-серые. Верхняя сторона тела в основном чёрная. Радужные оболочки желтые, они окружены красными кольцами. Кожа глазниц пурпурно-красная или красная, клюв оранжево-желтый, с красным или пурпурно-красным основанием, с оранжевым кончиком, верхняя часть клюва сильно загнута, ноги красные.
Самка выглядит так же, как и самец.

## Биология
Питаются фруктами, в том числе Boerlagiodendron и Schefflera. Кормятся на деревьях, но иногда могут слетать для этого на землю.
Сообщалось, что кладка состоит из единственного яйца.